# Azmari

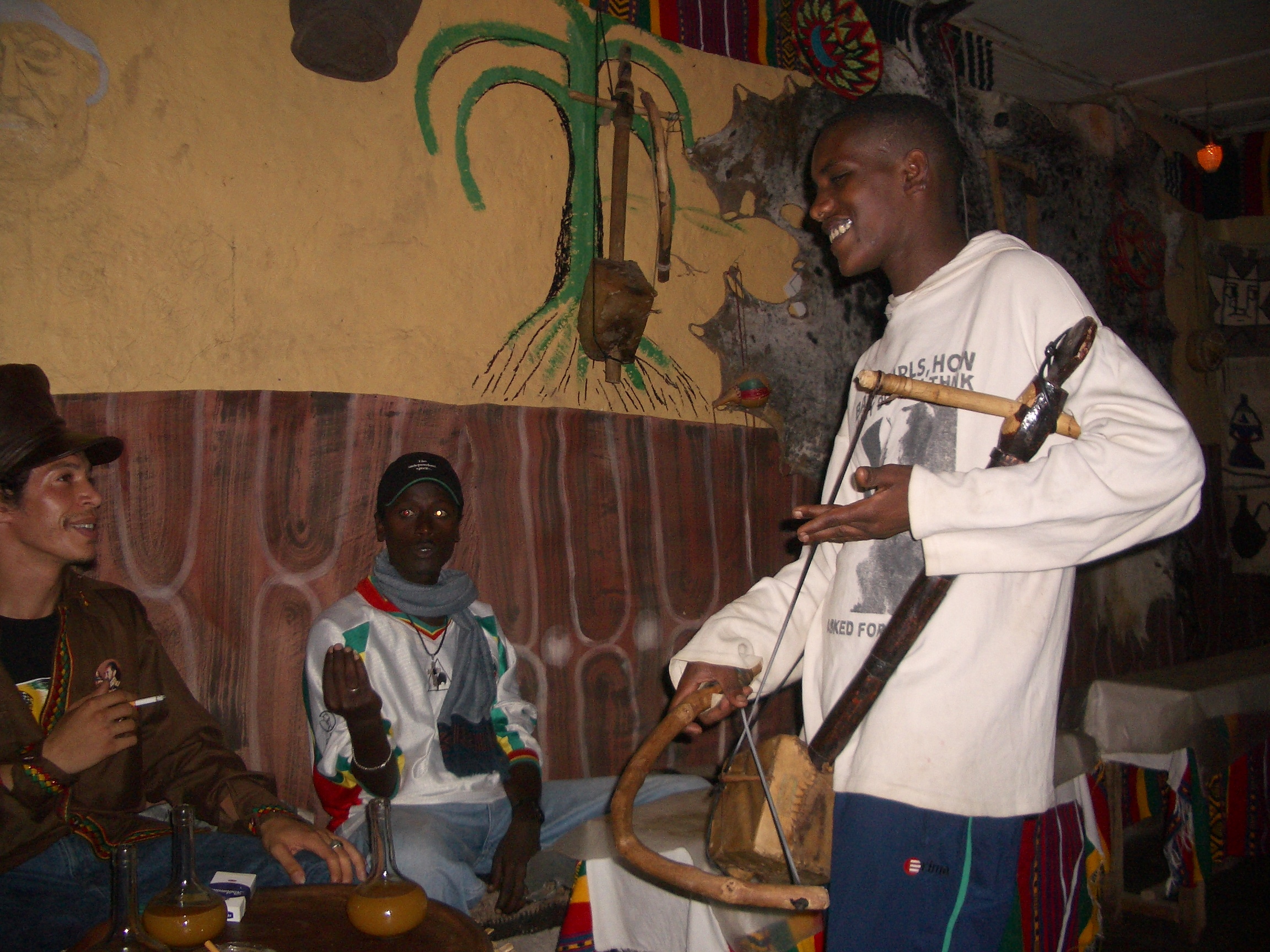
Un Azmari jouant du macinko dans un bar à T’edj dans le Nord de l'Éthiopie

Un azmari est un chanteur et musicien éthiopien comparable au barde européen. L'Azmari, qui peut être un homme ou une femme, est réputé pour improviser des paroles, s'accompagnant soit d'un macinko soit d'un krar (lyre).  Les Azmaris se produisent souvent dans des bars que l'on appelle tejbeit, qui servent du T’edj.